# Волфганг Петерсен
Волфганг Петерсен (на немски: Wolfgang Petersen) е германски режисьор, продуцент и сценарист, номиниран за награда на БАФТА, „Хюго“ и две награди „Оскар“.

## Биография
Волфганг Петерсен е роден на 14 март 1941 година в Емден, Германия. Режисьор и сценарист е на популярния филм „Подводницата“ (1981).